# Francisca Camelo
Francisca Camelo (n. Porto, 1990) é uma poeta e diseuse portuguesa.
Tem várias obras publicadas em Portugal e no Brasil assim como poemas em antologias e revistas em Portugal e na América Latina. Tem também obras suas traduzidas em espanhol, grego, francês e alemão.
É responsável pela “SIN.CERA: poesia e conversas honestas” onde convida poetas para leituras e conversas abertas ao público. 
Em Maio de 2025 foi uma das vencedoras da 3.ª edição do Prémio Ibérico Álvaro Magalhães com o livro A casa invisível editado pela Associação para a Promoção Cultural da Criança e com ilustrações de Carolina Celas.

## Obras
- Cassiopeia (Apuro Edições, 2018);
- Photoautomat (Enfermaria 6, 2019)[7];
- O Quarto Rosa (semi-finalista do Prémio Oceanos 2019, Corsário-Satã (Brasil));
- A Importância do Pequeno-almoço (Fresca Edições, 2020)[8];
- Quem me comeu a carne (Nova Mymosa, 2022)[9];
- Torre da Memória,  libreto para a ópera (Quarteto Contratempus, 2022);
- A casa invisível (ed. Associação para a Promoção Cultural da Criança, 2025)[10].